# Žarko Vidović (general)
Žarko Vidović, bosansko-srbski general, * 12. september 1913, † 31. julij 1999.

## Življenjepis
Leta 1937 je končal Nižjo šolo Vojaške akademije v Beogradu in prejel čin artilerijskega podporočnika. Leta 1941 se je pridružil NOVJ in naslednje leto je postal član KPJ. Med vojno je bil poveljnik več enot, nazadnje 37. in 11. divizije.
Po vojni je bil poveljnik PAO JLA, načelnik Uprave artilerije JLA,...